# Sternwinde
Die Sternwinde oder Spanische Flagge (Ipomoea lobata) ist eine Pflanzenart aus der Gattung der Prunkwinden (Ipomoea), die zur Familie der Windengewächse (Convolvulaceae) zählt. Sie stammt aus dem südwestlichen Mexiko und vielleicht auch aus Mittelamerika. 

## Beschreibung

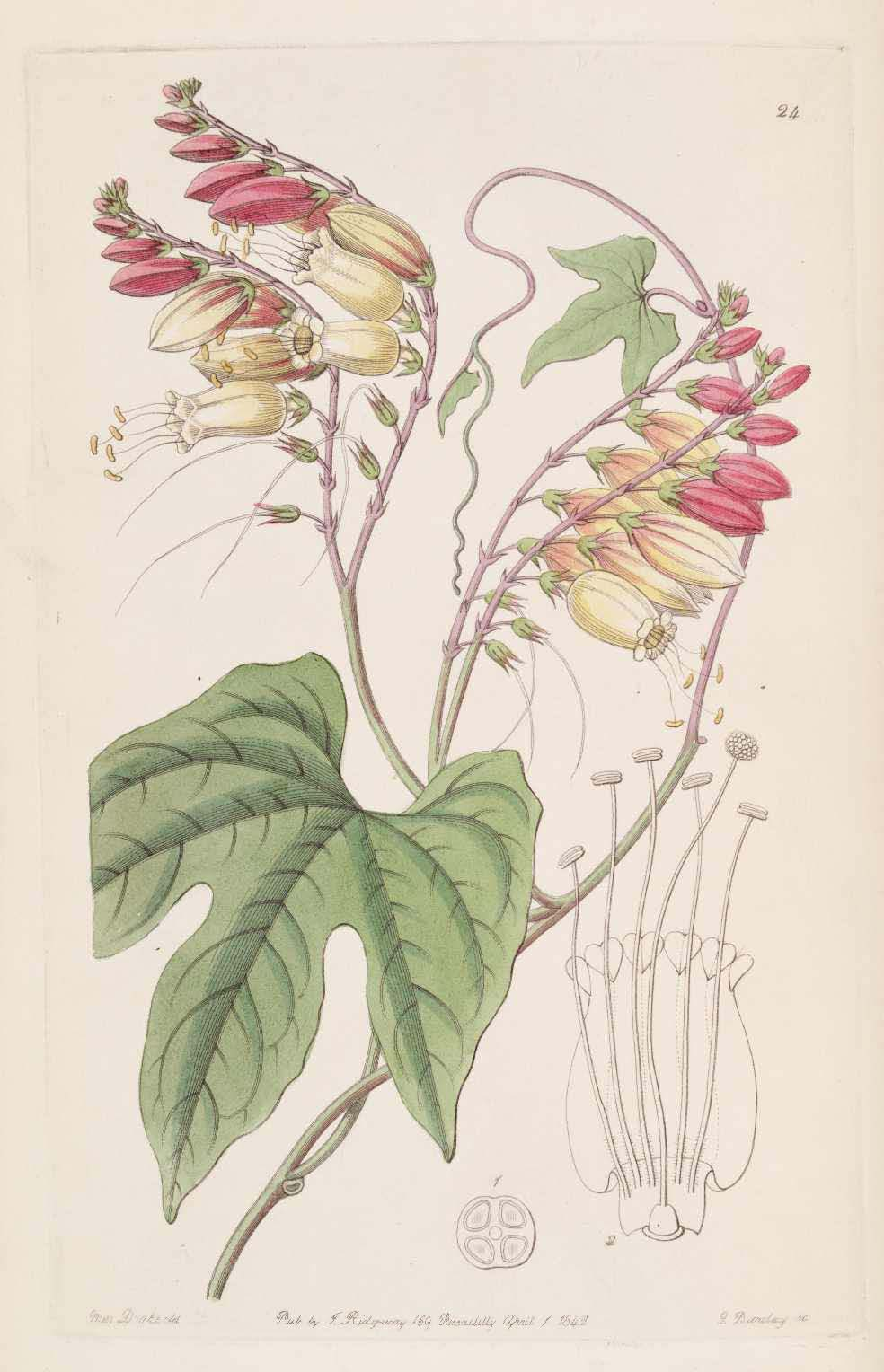
Illustration der Sternwinde

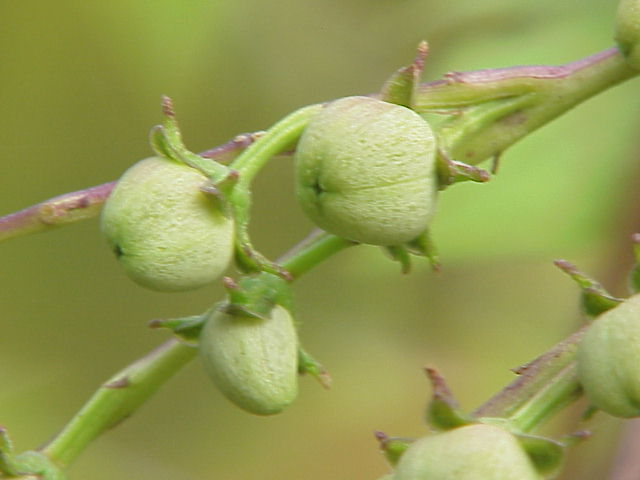
Vierklappige kugelige Kapselfrüchte der Sternwinde

### Erscheinungsbild und Blatt
Die Sternwinde ist eine ausdauernde krautige Pflanze und wächst als Schlingpflanze. Die Stängel sind glatt oder gerillt, allenfalls an den Knoten leicht behaart und erreichen eine Länge von 3 bis zu 6 m.
Die wechselständig an der Sprossachse angeordneten Laubblätter sind in Blattstiel und Blattspreite gegliedert. Der Blattstiel ist höchstens 10 Zentimeter lang. Die häutige Blattspreite ist bei sowohl einer Länge als auch Breite zwischen 3 und 12 cm im Umriss eiförmig, dreilappig mit stumpfem oder zugespitztem oberen Ende. Die Blattränder sind in der Regel glatt oder selten an den unteren Blattlappen gezähnt.

### Blütenstand und Blüte
In den Heimatgebieten liegt die Blütezeit zwischen September und November. Die Blüten stehen einseitswendig, in gegabelten, bis zu 40 cm langen Blütenständen (Wickel). 
Die zwittrigen Blüten sind radiärsymmetrisch und fünfzählig mit doppelter Blütenhülle. Die fünf gleich gestalteten, zugespitzten Kelchblätter sind 1,5 cm lang mit stumpfen oberen Enden. Die fünf Kronblätter sind röhrig-sackartig verwachsen, etwas aufgeblasen, gebogen und 1,8 bis 2 cm lang. Die Farbe der Krone verändert sich während des Aufblühens: Während die Knospe rot gefärbt ist, wechselt die Blütenfarbe kurz vor der Öffnung nach Orange. Die geöffnete Blüte ist gelblich, später oft fast weiß. Diesem Farbwechsel verdankt die Pflanze auch die Bezeichnung „Spanische Flagge“. Die fünf Staubblätter sind mehr als doppelt so lange wie die Krone, aus der sie weit herausragen. Die Staubfäden sind weiß und die Staubbeutel gelb. Der weiße Griffel überragt die Staubblätter.

### Frucht und Samen
Die kahle Kapselfrucht besitzt einen Durchmesser von 6 bis 7 mm und enthält ein bis vier Samen. Die braunen bis schwarzen Samen sind bei einem Durchmesser von 4 bis 5 Millimeter kugelig.

## Ökologie
Ungewöhnlich ist der auffällige Farbwechsel der Blüten.

## Vorkommen
Ipomoea lobata ist im südlichen Mexiko in den Bundesstaaten Michoacán, San Luis Potosí sowie Guerrero und in Guatemala weitverbreitet; es gibt auch Angaben, dass das natürliche Verbreitungsgebiet bis Südamerika reicht. Sie gedeiht in laubabwerfenden Wäldern und Eichenwäldern in Höhenlagen zwischen 0 und 1300 Meter. Die Art ist in einigen tropischen Ländern Amerikas, Afrikas und Asiens ein Neophyt.

## Systematik
Die Erstbeschreibung unter dem Namen (Basionym) Mina lobata erfolgte 1824 durch Vicente Cervantes in Pablo de La Llave und Juan José Martinez de Lexarza: Novorum Vegetabilium Descriptiones, 1, S. 3–4 anhand von kultivierten Exemplaren, deren Ausgangsmaterial in Mexiko gesammelt wurde. Die Neukombination zu Ipomoea lobata (Cerv.) Thell. wurde 1919 durch Albert Thellung in der Vierteljahrsschrift der Naturforschenden Gesellschaft in Zürich, Band 64, S. 775 veröffentlicht. Weitere Synonyme für Ipomoea lobata (Cerv.) Thell. sind Convolvulus mina (G.Don) Kuntze, Ipomoea mina (G.Don) Voss, Ipomoea versicolor Meisn., Mina cordata Micheli, Quamoclit lobata (Cerv.) House, Quamoclit mina G.Don, Quamoclit pallescens Brongn. ex Neumann. Das Artepitheton lobata bezieht sich auf die gelappten Laubblätter.
Ipomoea lobata gehört zur Sektion Mina aus der Untergattung Quamoclit in der Gattung Ipomoea.

## Nutzung
Als Zierpflanze ist sie in den Tropen und Subtropen weltweit verbreitet und wird auch in gemäßigten Breiten als – in der Regel dann einjährige – Zierpflanze kultiviert.